# Huntington (Massachusetts)
Huntington é uma vila localizada no condado de Hampshire no estado estadounidense de Massachusetts. No Censo de 2010 tinha uma população de 2.180 habitantes e uma densidade populacional de 31,41 pessoas por km².

## Geografia
Huntington encontra-se localizado nas coordenadas 42° 16′ 54″ N, 72° 51′ 46″ O. Segundo o Departamento do Censo dos Estados Unidos, Huntington tem uma superfície total de 69.4 km², da qual 68.16 km² correspondem a terra firme e (1.78%) 1.24 km² é água.

## Demografia
Segundo o censo de 2010, tinha 2.180 pessoas residindo em Huntington. A densidade populacional era de 31,41 hab./km². Dos 2.180 habitantes, Huntington estava composto pelo 96.97% brancos, o 0.41% eram afroamericanos, o 0.23% eram amerindios, o 0.14% eram asiáticos, o 0.09% eram insulares do Pacífico, o 0.32% eram de outras raças e o 1.83% pertenciam a duas ou mais raças. Do total da população o 1.88% eram hispanos ou latinos de qualquer raça.